# Conclave de 1534
El conclave papal de 1534 es va celebrar després de la mort del papa Climent VII, i va triar com el seu successor el cardenal Alexandre Farnese, que va esdevenir el Papa Pau III.

## Els Cardenals
El Papa Climent VII va morir el 25 de setembre de 1534. En el moment de la seva mort, hi havia quaranta-sis cardenals, però només trenta-cinc d'ells van participar en l'elecció del successor de sant Pere.

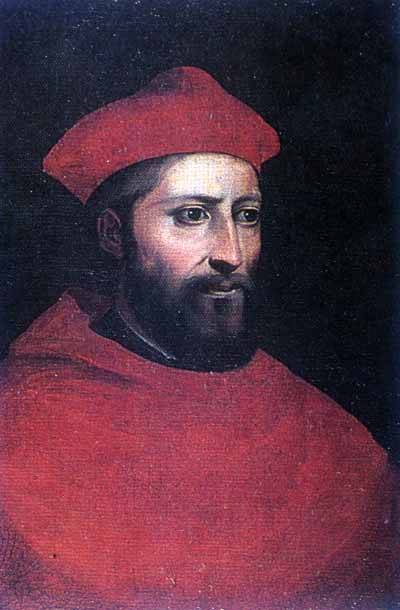
Cardenal Benedetto Accolti

- Alessandro Farnese, bisbe d'Ostia i Velletri, degà del Sacre Col·legi de Cardenals
- Giovanni Piccolomini, el bisbe de Porto i Santa Rufina, vicedegà del Sacre Col·legi
- Ferrero Bonifaci, bisbe de Palestrina
- Giovanni Domenico de Cupis, bisbe de Sabina
- Lorenzo Campeggi, bisbe d'Albano
- Matthäus Lang von Wellenburg, bisbe de Salzburg
- Innocenci Cybo
- Lluís II de Borbó de Vendôme, el bisbe de Laon i director de Le Mans
- Paolo Emilio Cesi, administrador de Civita Castellana, Orte i Sion
- Alessandro Cesarini, administrador de Pamplona i d'Otranto
- Giovanni Salviati, administrador de Ferrara, Tean, Santa Severina i Bitetto
- Niccolò Ridolfi, Bisbe de Vicenza i un administrador de Salern i d'Imola
- Trivulzio Agostino, administrador de Toulon
- Francis Pisani, bisbe de Pàdua, Treviso i l'administrador i els Novigrad
- Jean de Lorena, bisbe de Metz, i l'administrador de Narbona, Verdun, Reims
- Benedetto Accolti, arquebisbe de Ravenna, i l'administrador de Cremona i Bovino
- Agostino Spinola, administrador de Savona, Camarlenc de la Santa Església Romana
- Ercole Gonzaga
- Marí Grimani, director de la Concòrdia, i Citta di Castello
- Antonio Sanseverino, OSIo.Hieros., Arquebisbe de Taranto
- Giovanni Vincenzo Carafa, l'administrador de Tursi i Anglona
- Andrea Matteo Palmieri

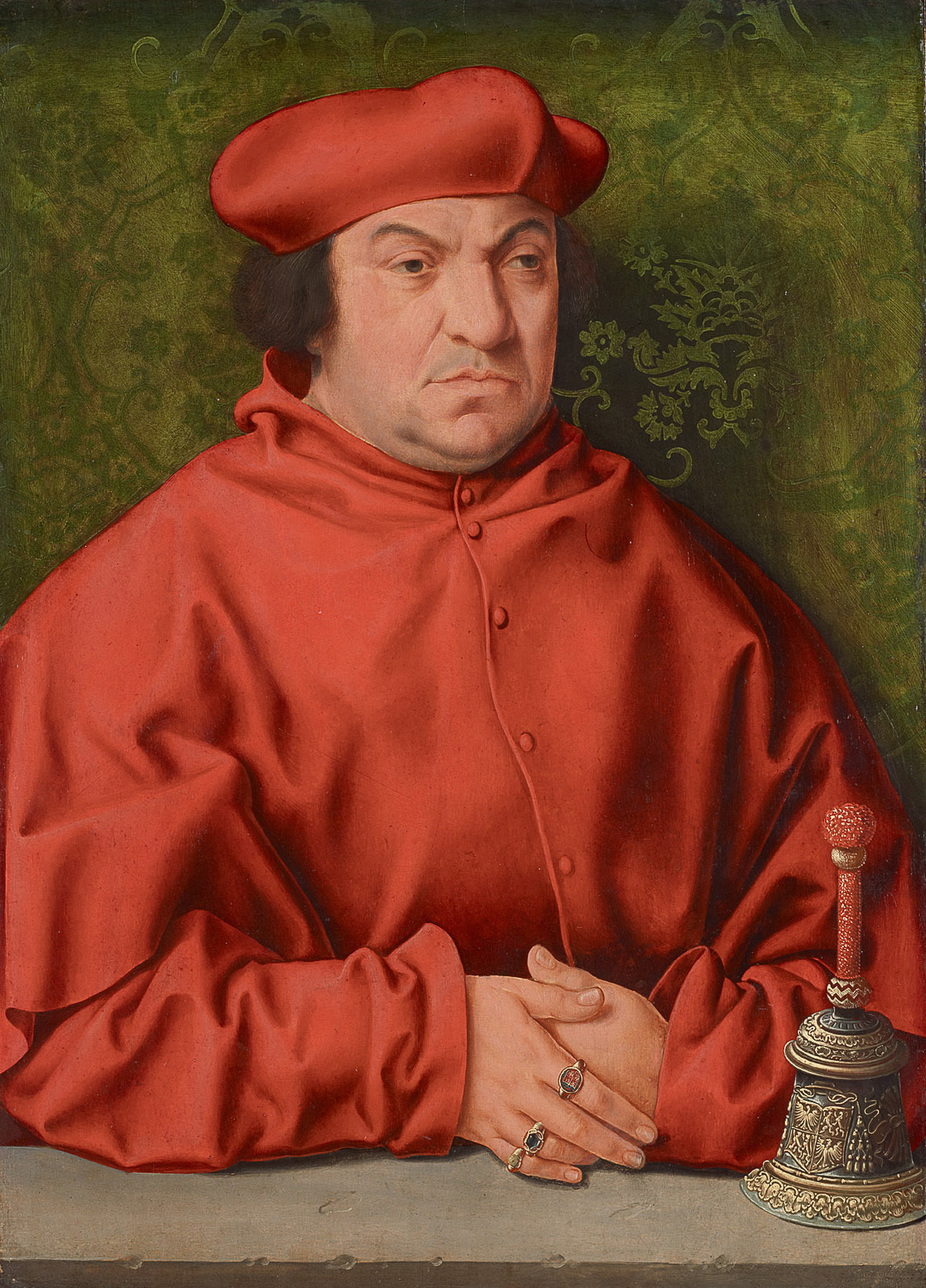
Cardenal Bernardo Clesio

- Jerònim Grimaldi, administrador de Bari, i Venafro Brugnato
- Francisco dels Àngels Quiñones
- Francesco Cornaro
- Girolamo Doria, administrador de Noli i Tarragona
- Hipòlit de Mèdici, arquebisbe d'Avinyó, administrador de Monroe, vice canceller de l'Església Catòlica Romana
- François de Tournon, CRSA, arquebisbe de Bourges
- Antonio Pucci, bisbe de Pistoia i Vannes
- Esteban Gabriel Merino, Patriarca de les Índies Occidentals i Bisbe de Jaén
- Jean Le Veneur, bisbe de Lisieux
- Odet de Coligny de Châtillon, l'administrador de Tolosa
- Philippe de La Chambre, OSB
- Niccolò Gaddi, bisbe de Fermo, l'administrador de Cosenza i Sarlat
- Bernardo Clesio, el bisbe de Trento

## Divisions entre els cardenals
Col·legi Cardenalici es va dividir en tres faccions:
- Facció italiana, que agrupava deu cardenals italians (Pucci, Salviati, Ridolfi, Medici, Cibo, Spínola, Grimaldi, Cupis, Cesi i Doria). El seu líder era el Vice-canceller Hipòlit de Mèdici, el cardenal nepot de Climent VII.
- Facció Francesa, que va incloure sis cardenals francesos i cinc italians (Trivulzio, Sanseverino, Pisani, Gaddi i Palmieri). Els dirigents d'aquest partit van ser de Lorena i Tournon.
- facció Imperial, inclosos set italians (Piccolomini, Cesarini, Vincenzo Carafa, Ercole Gonzaga, Campeggio, Grimani i Accolti), així com dos espanyols i dos cardenals alemanys.

Als Cardenals de Farnese, Ferreri i Cornaro se'ls consideren neutres

## Els candidats al papat

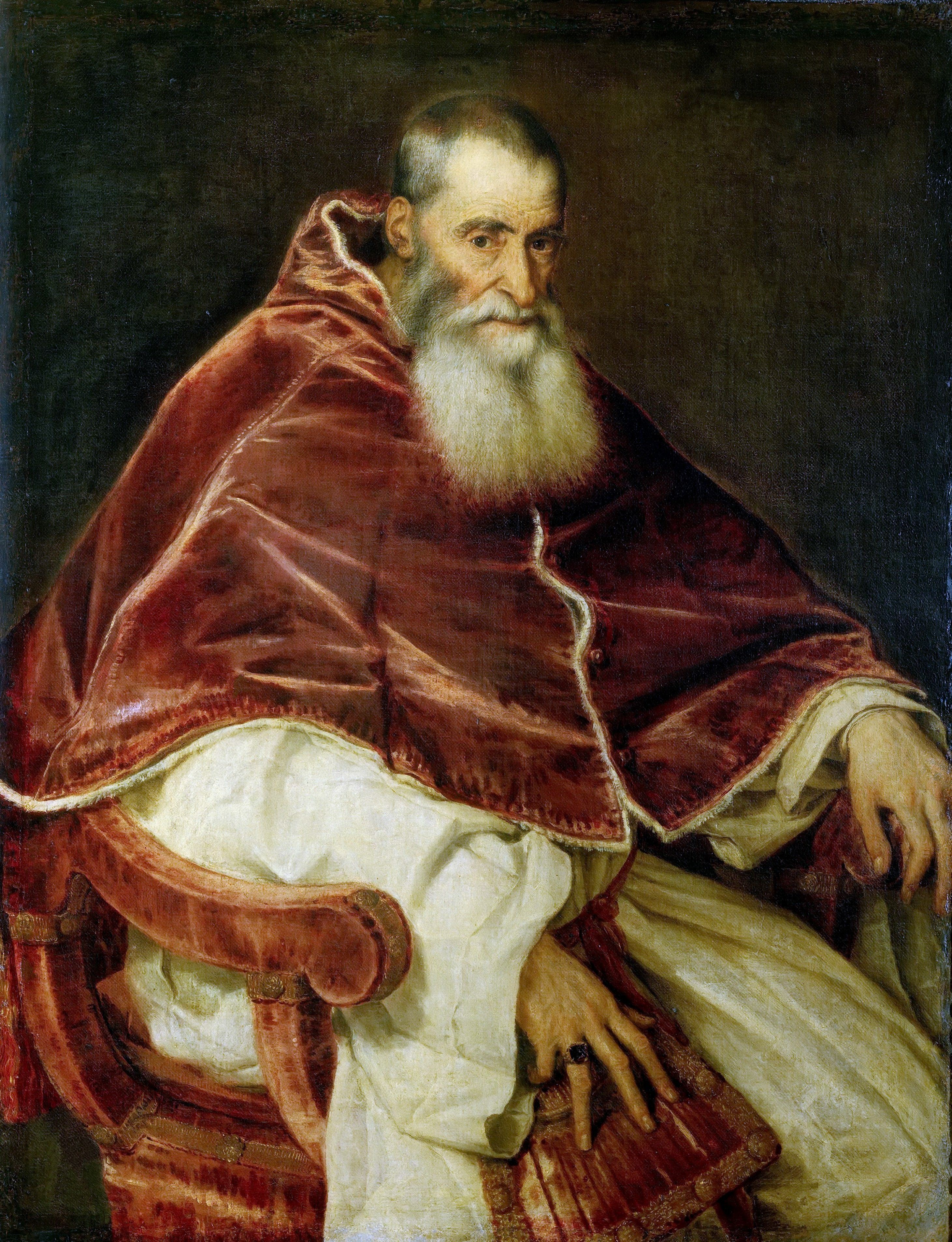
Nou Papa Pau III

Encara que diversos cardenals van ser papables, en general es pensa que el cardenal Alessandro Farnese, degà del Sacre Col·legi, tenia les millors perspectives per a ser elegit. Ell comptava amb el suport ja oficial del rei Francesc I de França i del cardenal de Mèdici, líder de la facció italiana. L'emperador Carles V del Sacre Imperi Romanogermànic va declarar aquesta vegada un desinterès total en el resultat de l'elecció papal, ja que els dos últims Papes, Climent VII i Adrià VI, a qui havia ajudat a obtenir la corona, no van ser de gaire ajuda. El gran avantatge del Cardenal Degà era la seva edat relativament avançada (66 anys) i la seva mala salut. El que pronosticava que el seu pontificat seria molt curt, de manera que fins i tot els cardenals, que s'havien ambicionat el càrrec, van votar per ell, esperant, el proper conclave se celebraria en un futur pròxim.

## Elecció del Papa Pau III
El Conclave va començar l'11 d'octubre, però l'assemblea electoral va tenir lloc l'endemà. El Cardenal de Lorena en el nom del rei de França va proposar oficialment la candidatura de Farnese, i aquesta iniciativa immediatament va obtenir el suport de Trivulzio, líder dels italians a favor de França, i de Medici, líder del partit italià. El consentiment dels imperialistes també va ser aconseguit ràpidament, a la tarda era evident que Alessandro Farnese seria elegit per unanimitat. El 13 d'octubre al matí una votació solemne es va dur a terme, però era una mera formalitat: Farnese va rebre tots els vots a excepció del seu propi. Va acceptar la seva elecció i va prendre el nom de Pau III. El 3 de novembre va ser coronat solemnement pel Protodiaca Innocenzo Cibo.